# Fußball-Regionalliga
La Fußball-Regionalliga (Campionato regionale) è, con l'introduzione della 3. Liga dalla stagione 2008-09, la quarta divisione del calcio tedesco. Tale campionato, cui aderiscono varie squadre riserva, ha carattere semi-professionistico; la stessa denominazione è usata per la seconda serie di altri sport come football americano, hockey su ghiaccio e basket.

## Dal 1963 al 1974: secondo campionato nazionale
Fino al 1963 il massimo livello del campionato tedesco era rappresentato da cinque Oberligen, i cui vincitori, unitamente alle seconde classificate, si giocavano il titolo nazionale a fine stagione. Come secondo campionato dietro l'Oberliga, nelle zone ovest, sud-ovest e sud esisteva una Zweite Oberliga, mentre nel nord ed a Berlino c'erano le Landesligen e le Verbandsligen, che invece nei tre ambiti regionali precedenti costituivano la terza categoria.
La Regionalliga fu introdotta come campionato di secondo livello nel 1963, in concomitanza con la riforma dei campionati che portò alla nascita della Bundesliga. Erano previste le cinque Regionalligen Nord, West, Südwest, Süd nonché la Regionalliga Berlin, mentre le preesistenti Zweite Ligen regionali furono soppresse. Le ultime due o tre di ogni girone della Regionalliga retrocedevano in una tra la Landesliga e la Verbandsliga. Il numero delle retrocessioni variava su base regionale.
La competenza sulla Regionalliga spettava ai rispettivi comitati regionali: il Norddeutscher Fußball-Verband per la Regionalliga Nord, il Westdeutscher Fußball- und Leichtathletikverband per la Regionalliga West, il Fußball-Regional-Verband Südwest per la Regionalliga Südwest, il Süddeutscher Fußball-Verband per la Regionalliga Süd ed il Verband Berliner Ballspielvereine per la Regionalliga Berlin.
Alla fine della stagione 1973-74 le due retrocesse dalla Bundesliga e le migliori 38 squadre delle cinque Regionalligen furono inserite nella neonata Zweite Bundesliga, che prese avvio con la stagione 1974-75 con un gruppo Nord ed un gruppo Süd, ognuno da 20 squadre. La Regionalliga fu dunque soppressa e tutte le squadre escluse dalla Zweite Bundesliga finirono nel rispettivo campionato di terzo livello: come terza categoria nel Nord venne creata la Oberliga Nord, mentre nelle altre zone il terzo livello era rappresentato dalle preesistenti Verbandsligen o dalle Erste Amateurligen. Nel 1978 furono sviluppate altre sette Oberligen che si aggiunsero a quella Nord.

### Vincitori della Regionalliga dal 1964 al 1974
I vincitori dei cinque gruppi sono stati:
| Anno    | Nord                   | West                 | Südwest              | Süd               | Berlin            |
| ------- | ---------------------- | -------------------- | -------------------- | ----------------- | ----------------- |
| 1963-64 | St. Pauli              | Alemannia Aquisgrana | Borussia Neunkirchen | Hessen Kassel     | Tasmania Berlino  |
| 1964-65 | Holstein Kiel          | Borussia M'gladbach  | Saarbrücken          | Bayern Monaco     | TeBe Berlino      |
| 1965-66 | St. Pauli              | Fortuna Düsseldorf   | Pirmasens            | Schweinfurt 05    | Hertha Berlino    |
| 1966-67 | Arminia Hannover       | Alemannia Aquisgrana | Borussia Neunkirchen | Kickers Offenbach | Hertha Berlino    |
| 1967-68 | Arminia Hannover       | Bayer Leverkusen     | SV Alsenborn         | Bayern Hof        | Hertha Berlino    |
| 1968-69 | Osnabrück              | RW Oberhausen        | SV Alsenborn         | Karlsruhe         | Hertha Zehlendorf |
| 1969-70 | Osnabrück              | Bochum               | SV Alsenborn         | Kickers Offenbach | Hertha Zehlendorf |
| 1970-71 | Osnabrück              | Bochum               | Borussia Neunkirchen | Norimberga        | Tasmania Berlino  |
| 1971-72 | St. Pauli              | Wuppertal            | Borussia Neunkirchen | Kickers Offenbach | Wacker 04 Berlino |
| 1972-73 | St. Pauli              | Rot-Weiss Essen      | Magonza              | Darmstadt         | Blau-Weiß Berlin  |
| 1973-74 | Eintracht Braunschweig | Wattenscheid 09      | Borussia Neunkirchen | Augusta           | TeBe Berlino      |

### Promozioni in Bundesliga
A fine stagione le vincitrici di ognuna delle cinque Regionalliga più le cinque squadre seconde classificate (le migliori tre fino al 1966) si giocavano la promozione in Bundesliga in due gironi da cinque squadre (quattro fino al 1966), con formula all'italiana e gare di andata e ritorno: le vincitrici dei due gruppi venivano promosse. Queste le vincitrici:
- 1964:  Borussia Neunkirchen (1° Südwest) e  Hannover 96 (2° Nord)
- 1965:  Borussia M'gladbach (1° West) e  Bayern Monaco (1° Süd)
- 1966:  Fortuna Düsseldorf (1° West) e  Rot-Weiss Essen (2° West)
- 1967:  Borussia Neunkirchen (1° Südwest) e  Alemannia Aquisgrana (1° West)
- 1968:  Kickers Offenbach (2° Süd) e  Hertha Berlino (1° Berlin)
- 1969:  RW Oberhausen (1° West) e  Rot-Weiss Essen (2° West)
- 1970:  Arminia Bielefeld (2° West) e  Kickers Offenbach (1° Süd)
- 1971:  Bochum (1° West) e  Fortuna Düsseldorf (2° West)
- 1972:  Wuppertal (1° West) e  Kickers Offenbach (1° Süd)
- 1973:  Fortuna Colonia (2° West) e  Rot-Weiss Essen (1° West)
- 1974:  Eintracht Braunschweig (1° Nord) e  TeBe Berlino (1° Berlin)

### Record
- maggior numero di punti in una stagione: 63 (93*) (Eintracht Braunschweig 1973-74 in 36 gare)
- minor numero di punti in una stagione: 3 (3*) (Germania Metternich 1966-67 in 30 gare)
- maggior numero di gol in una stagione: 146 (Bayern Monaco 1964-65 in 36 gare)
- capocannoniere con più gol: 52, Günter 'Meister' Pröpper (Wuppertaler SV), stagione 1971-72
- minor numero di gol in una stagione: 15 (Alemannia 90 Berlin 1973-74 in 33 gare e Sportfreunde Neukölln 1969-70 in 26 gare)
- minor numero di gol subiti in una stagione: 11 (Hertha Berlino 1967-68 in 30 gare)
- maggior numero di gol subiti in una stagione: 158 (FC Emmendingen 1964-65 in 36 gare)
- miglior differenza reti: +114 (146-32) (Bayern Monaco 1964-65 in 36 gare)
- record di spettatori: 90 000 (Monaco 1860 contro Augusta il 15 agosto 1973), presenza stimata in quanto numerosi spettatori fecero irruzione durante la gara.

* con i 3 punti per vittoria.

## Dal 1994 al 2008: terzo campionato nazionale
All'inizio degli anni Novanta le dieci Oberligen, che rappresentavano la base su cui poggiava la seconda lega tedesca, vennero ritenute obsolete. Per creare una base migliore di squadre più solide in grado poi di poter accedere al livello professionistico, nel 1993 la DFB decise di reintrodurre le Regionalligen a partire dalla stagione 1994-95, questa volta però come campionato di terzo livello tra la Zweite Bundesliga e le varie Oberligen.

### 1994-2000 – Regionalliga a tre (quattro) gironi

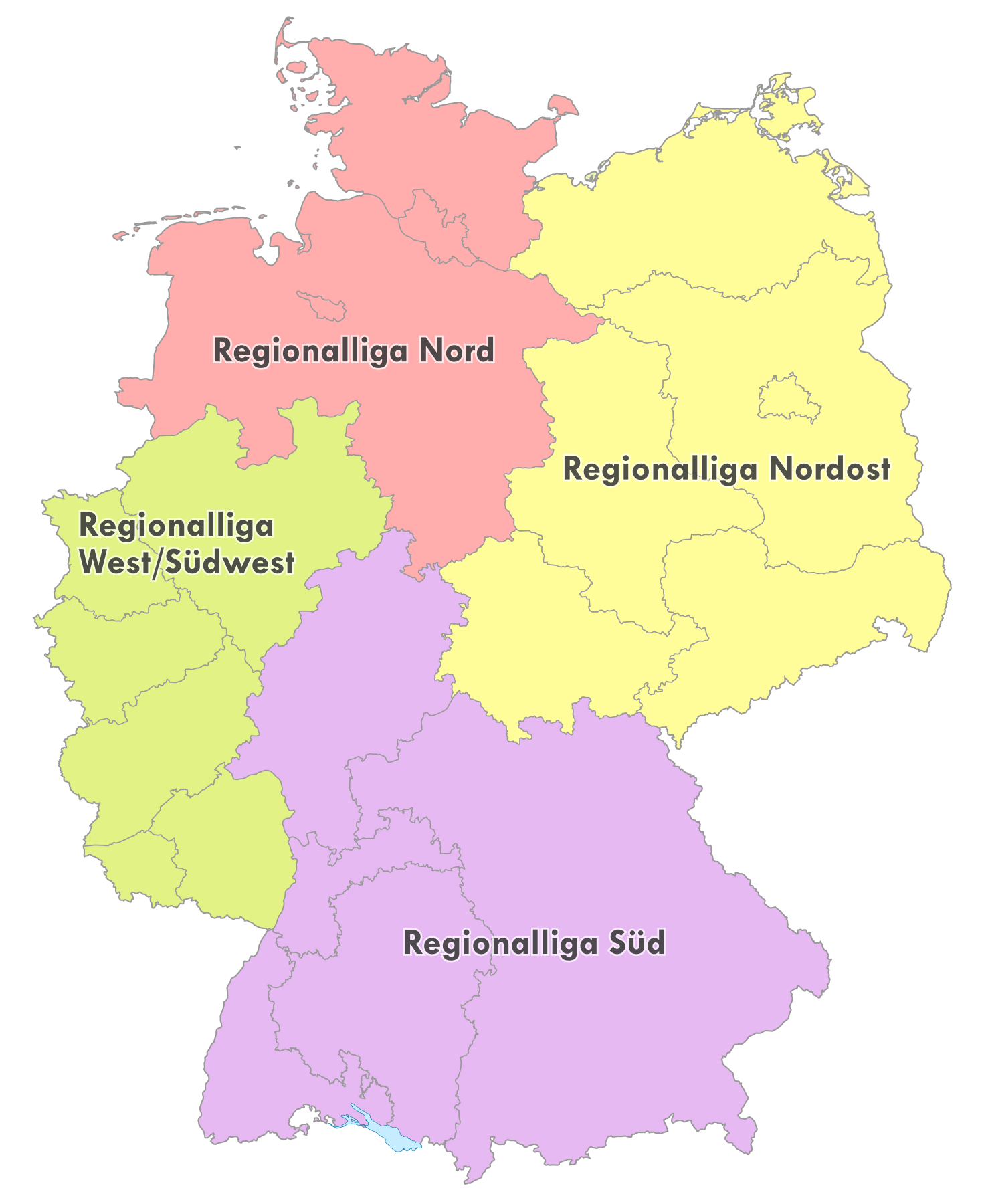
Gironi di Regionalliga 1994-2000

Dopo che dall'introduzione della 2. Bundesliga nel 1974 nessuno dei cinque comitati regionali della DFB aveva più una propria Regionalliga, quando nel '94 si decise di reintrodurle venne dapprima stabilita una tripartizione, con una Regionalliga al Sud, una nell'Ovest-Sudovest ed una nel Nord-Nordest. Ci furono molte discussioni e soprattutto nei nuovi Länder della ex RDT veniva richiesto un proprio raggruppamento della Regionalliga. Una delle motivazioni era che, così disegnati, uno di questi campionati avrebbe coperto di fatto la metà del territorio tedesco, con conseguente aggravio di costi per le società partecipanti. Ma DFB, Süddeutscher Fußball-Verband e Westdeutscher Fußball- und Leichtathletikverband si schierarono per una suddivisione dei campionati in base al numero delle società sportive iscritte nelle rispettive regioni, che vedeva il 36% delle società nel Sud, il 31% nell'Ovest-Sudovest ed il 33% nel Nord-Nordest (di cui 19% nel Nord e 14% nel Nordest). Sulla base di queste cifre venne confermata la strutturazione della Regionalliga in tre raggruppamenti.
Come soluzione provvisoria vennero però nel girone Nord-Nordost vennero creati due gruppi provvisori, appunto uno per il Nord ed uno per il Nordest, che si sarebbero però poi dovuti unire dopo due stagioni. Questa fusione è stata poi rigettata dall'assemblea della DFB nell'ottobre 1995, cosicché fino al 2000 ci furono ufficialmente tre gironi di Regionalliga, dei quali il girone Nord-Nordest suddiviso in due gruppi con uno spareggio a fine stagione tra le due rispettive vincitrici.
I criteri per l'ammissione alla nuova Regionalliga furono diversificati a seconda delle singole leghe. In particolare per l'ambito di competenza del Norddeutscher Fußball-Verband non fu necessaria alcuna qualificazione, in quanto la Oberliga Nord, creata nel 1974, continuò ad esistere (dal 1994 al 2000) ma come Regionalliga Nord.
Nell'ambito di competenza del Süddeutscher Fußball-Verband, in cui i principali campionati dilettantistici erano le Oberligen Bayernliga, Oberliga Hessen e Oberliga Baden-Württemberg, venne invece messo in piedi un sistema di valutazione basato sui risultati delle ultime tre stagioni, in base al quale le rispettive sei migliori squadre di ogni Oberliga erano ammesse alla Regionalliga. Per le finalità di questo conteggio, i risultati della stagione 1991/92 contavano uno, quelli della stagione 1992/93 valevano doppio e quelli dell'annata appena precedente, la stagione 1993/94, contavano triplo.
Nell'ambito del Westdeutscher Fußball-Verband l'ammissione fu basata sulla classifica finale della stagione 1993/97 delle Oberligen Westfalen, Nordrhein e Südwest. Il Bayer 04 Leverkusen rinunciò ad iscrivere la sua squadra dilettante alla Regionalliga, nonostante fosse stata ammessa: il posto lasciato libero fu così preso dal Bonner SC, nonostante il ricorso presentato in tribunale dal Rot-Weiß Oberhausen.
Nell'ambito del Nordostdeutscher Fußball-Verband furono ammesse alla Regionalliga le migliori classificate delle tre Oberligen di competenza nella stagione 1993/94. Il 1. FC Schwedt rinunciò per problemi finanziari mentre il 1. FC Markkleeberg fece addirittura bancarotta. Dopo degli spareggi organizzati in fretta e furia fu ammesso alla Regionalliga l'Optik Rathenow.
In qualità di ex partecipanti alla Bundesliga furono ammesse alla Regionalliga anche le squadre di Borussia Neunkirchen, Preußen Münster, Arminia Bielefeld, Alemannia Aachen, Rot-Weiss Essen, Wuppertaler SV (nel girone Ovest), SV Darmstadt 98, Kickers Offenbach, Stuttgarter Kickers (nel girone Sud), Tennis Borussia Berlin (Nordest) e Eintracht Braunschweig (nel girone Nord). Anche Bayern Monaco, Werder Bremen, Amburgo e SG Wattenscheid 09 furono ammesse alla prima stagione della Regionalliga con le rispettive squadre amatoriali.
Tra le squadre che invece non furono ammesse figurano l'1. FC Magdeburg, già vincitrice della Coppa delle Coppe, l'Hallescher FC ex vincitrice FDGB Pokal, la coppa nazionale della Germania dell'Est, gli ex campioni di Germania del Freiburger FC nonché il Rot-Weiß Oberhausen, già in Bundesliga.
Il numero medio di spettatori nella prima stagione della nuova Regionalliga differì molto a seconda della lega: nella Regionalliga West/Südwest si è attestata sui 2 657 spettatori, nella Nord 1 592, nella Süd 1 391 e nella Nordost 1 326. Ancora maggiori le differenze tra singoli club: l'Arminia Bielefeld, campione del West/Südwest, ha chiuso con una media di 10 424 spettatori, contro ad esempio gli appena 493 del SV Edenkoben.

#### Vincitori della Regionalliga
| Anno      | Nord          | West/Südwest        | Süd                 | Nordost                |
| --------- | ------------- | ------------------- | ------------------- | ---------------------- |
| 1994/95   | VfB Lübeck    | Arminia Bielefeld   | SpVgg Unterhaching  | FC Carl Zeiss Jena     |
| 1995/96   | VfB Oldenburg | FC Gütersloh        | Stuttgarter Kickers | Tennis Borussia Berlin |
| 1996/97   | Hannover 96   | SG Wattenscheid 09  | 1. FC Nürnberg      | FC Energie Cottbus     |
| 1997/98   | Hannover 96   | Rot-Weiß Oberhausen | SSV Ulm 1846        | Tennis Borussia Berlin |
| 1998/99   | Osnabrück     | Alemannia Aachen    | SV Waldhof Mannheim | Chemnitzer FC          |
| 1999/2000 | Osnabrück     | 1. FC Saarbrücken   | SSV Reutlingen 05   | Union Berlino          |

#### Promozioni in Zweite Bundesliga
Salivano in Zweite Bundesliga le squadre vincitrici dei tre gironi Nord-Nordost, West e Süd. Dato che il girone Nord-Nordost era a sua volta suddiviso nei due gruppi Nord e Nordost, la squadra promossa scaturiva da uno spareggio (andata e ritorno) tra le vincitrici dei due gruppi. A queste tre squadre si aggiungeva una quarta promossa tra le squadre seconde classificate: nelle prime tre stagioni individuata in base ad un principio di rotazione tra i gironi (nel 1995 i vicecampioni del Nord-Nordost, nel 1996 i vicecampioni del West e nel 1997 i vicecampioni del Süd). Dal 1998 al 2000 invece la quarta squadra promossa scaturiva da un girone di spareggio tra le tre seconde.
- 1995: VfB Lübeck (1° Nord), FC Carl Zeiss Jena (1° Nordost), Arminia Bielefeld (1° West), SpVgg Unterhaching (1° Süd)
- 1996: VfB Oldenburg (1° Nord), FC Gütersloh (1° West), Rot-Weiss Essen (2° West), Stuttgarter Kickers (1° Süd)
- 1997: Energie Cottbus (1° Nordost), SG Wattenscheid 09 (1° West), 1. FC Nürnberg (1° Süd), Greuther Fürth (2° Süd)
- 1998: Hannover 96 (1° Nord), Tennis Borussia Berlin (1° Nordost), Rot-Weiß Oberhausen (1° West), SSV Ulm 1846 (1° Süd)
- 1999: Chemnitzer FC (1° Nordost), Alemannia Aachen (1° West), SV Waldhof Mannheim (1° Süd), Kickers Offenbach (2° Süd)
- 2000: Osnabrück (1° Nord), 1. FC Saarbrücken (1° West), LR Ahlen (2° West), SSV Reutlingen 05 (1° Süd)

#### Record
- maggior numero di punti in una stagione: 92 (Tennis Borussia Berlin 1997/98 in 34 gare)
- minor numero di punti in una stagione: 10 (FC Remscheid 1998/99 in 32 gare e SV Lohhof 1999/2000 in 34 gare)
- maggior numero di gol in una stagione: 120 (Hannover 96 1997/98 in 34 gare)
- minor numero di gol in una stagione: 19 (FSV Salmrohr 1999/2000 in 36 gare)
- minor numero di gol subiti in una stagione: 7 (Tennis Borussia Berlin 1997/98 in 34 gare)
- maggior numero di gol subiti in una stagione: 107 (Göttingen 05 1997/98 in 34 gare)
- miglior differenza reti: +91 (120-29) (Hannover 96 1997/98 in 34 gare)
- Record di spettatori: 55 000 (Hannover 96 contro Energie Cottbus il 29 maggio 1997, spareggio promozione)

### 2000-2008 – Regionalliga a due gironi

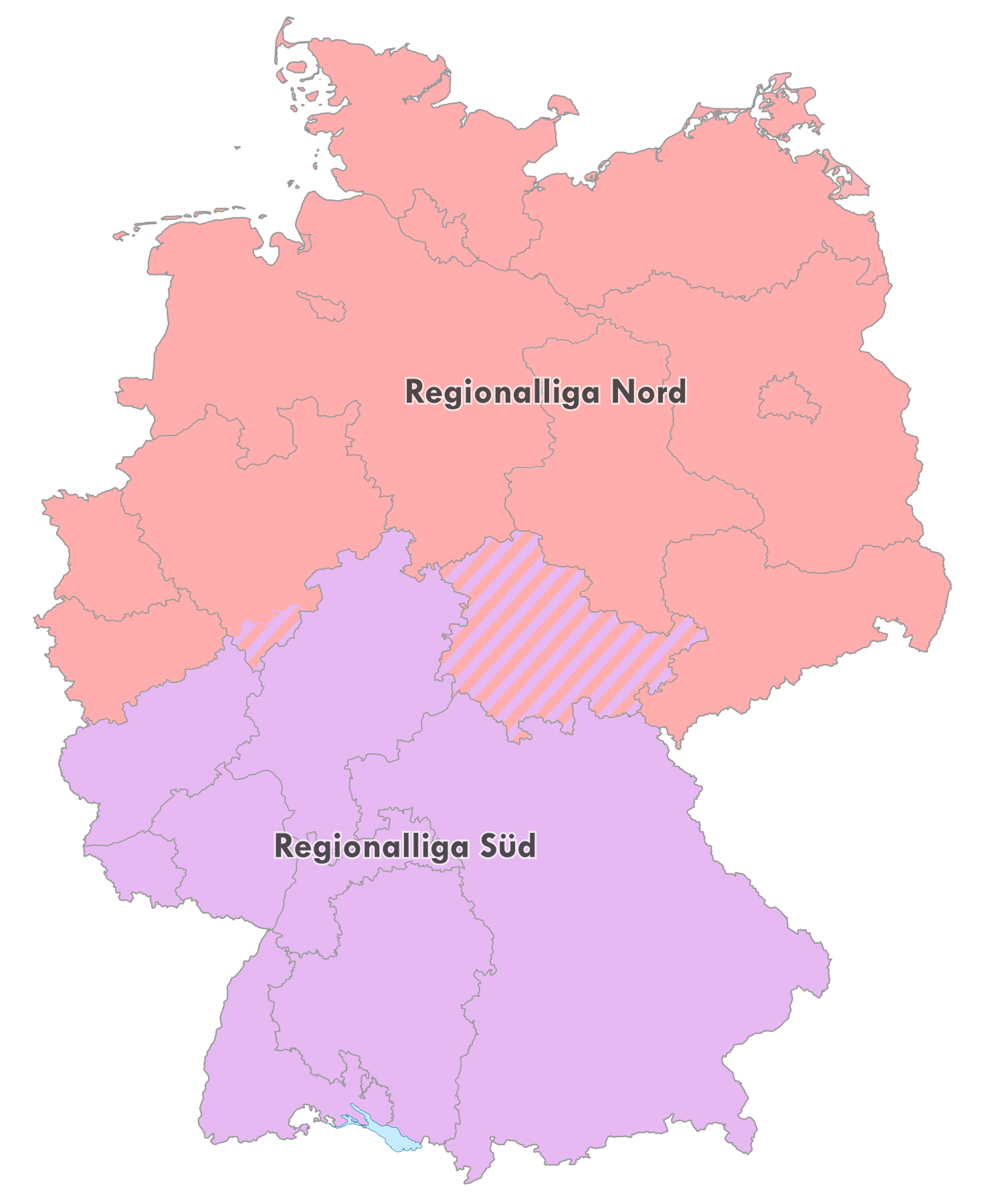
Gironi di Regionalliga dal 2000/08

Al termine della stagione 1999/2000 le quattro leghe regionali vennero ridotte a due, Nord e Süd: per tale motivo, la metà delle squadre dovette retrocedere in Oberliga.
La nuova Regionalliga riformata prevedeva due gironi da 19 e 18 squadre, con promozione in Zweite Bundesliga delle prime due di ogni girone e retrocessione nella Oberliga del proprio comitato territoriale di competenza delle squadre classificate dal 15º posto in giù. Teoricamente la promozione era possibile anche per squadre classificatesi quarte o quinte, in quanto le seconde squadre dei club professionistici non potevano essere promosse: cosa che avvenne nel 2001 alla seconda classificata nel girone Süd, l'VfB Stuttgart II, e nel 2004 al Bayern München II, che aveva addirittura vinto il girone Süd. Parimenti erano escluse dalla promozione quelle società che, pur avendone conquistato il diritto sul campo, non erano in grado di soddisfare i parametri per ottenere la licenza per la Zweite Bundesliga.

#### Assegnazione ai gironi
Fino alla stagione 2005/06 le squadre retrocesse dalla Zweite Bundesliga venivano inquadrate in Regionalliga in base ad un criterio geografico, il che comportò anche campionati a 19 o 20 squadre. Se ad esempio retrocedevano tre squadre del Nord, queste andavano a rimpinguare il numero di squadre del girone Nord della Regionalliga. Alla fine della stagione, però, venivano previste più retrocessioni in questo girone rispetto all'altro, in modo da tornare al numero di 18 squadre.
Fu adottata la seguente ripartizione regionale:
- Regionalliga, Girone Nord:

Oberliga Nord, Oberliga Nordost (girone Nord e Süd), Oberliga Nordrhein e Oberliga Westfalen
- Regionalliga, Girone Süd:

Oberliga Bayern, Oberliga Baden-Württemberg, Oberliga Südwest e Oberliga Hessen.
Eccezioni: i Sportfreunde Siegen dalla Vestfalia, l'FC Carl Zeiss Jena ed il FC Rot-Weiß Erfurt dalla Turingia furono inquadrati, al momento della creazione della Regionalliga a due gironi, nel girone Süd. A seguito della successiva retrocessione dell'Erfurt in Regionalliga (nel 2004/05), il club fu invece inserito nel girone Nord, così come il Carl Zeiss Jena quando risalì dalla Oberliga.
A partire dalla stagione 2006/07 venne applicata per la prima volta una nuova regola: la presidenza della DFB decide sull'inquadramento in uno dei due gironi della Regionalliga sulla base di raccomandazioni del Comitato della Regionalliga, prima dell'inizio di ogni stagione. Questo accade anche nell'attuale Regionalliga a tre gironi.

#### Campioni
| Anno    | Nord                   | Süd                   |
| ------- | ---------------------- | --------------------- |
| 2000/01 | Union Berlino          | Karlsruher SC         |
| 2001/02 | VfB Lübeck             | SV Wacker Burghausen  |
| 2002/03 | FC Erzgebirge Aue      | SpVgg Unterhaching    |
| 2003/04 | Rot-Weiss Essen        | FC Bayern München (A) |
| 2004/05 | Eintracht Braunschweig | Kickers Offenbach     |
| 2005/06 | Rot-Weiss Essen        | Augusta               |
| 2006/07 | FC St. Pauli           | SV Wehen              |
| 2007/08 | Rot Weiss Ahlen        | FSV Frankfurt         |

#### Promozioni in Zweite Bundesliga
Con l'introduzione della Regionalliga a due gironi, salgono in Zweite Bundesliga direttamente le prime due di ogni girone, salvo le eccezioni suvviste.
- 2001: Union Berlino (1° Nord), SV Babelsberg 03 (2° Nord), Karlsruher SC (1° Süd), 1° FC Schweinfurt 05 (3° Süd)
- 2002: VfB Lübeck (1° Nord), Eintracht Braunschweig (2° Nord), Wacker Burghausen (1° Süd), Eintracht Trier (2° Süd)
- 2003: Erzgebirge Aue (1° Nord), Osnabrück (2° Nord), SpVgg Unterhaching (1° Süd), SSV Jahn Regensburg (2° Süd)
- 2004: Rot-Weiss Essen (1° Nord), Dinamo Dresda (2° Nord), Rot-Weiß Erfurt (2° Süd), 1. FC Saarbrücken (3° Süd)
- 2005: Eintracht Braunschweig (1° Nord), Paderborn (2° Nord), Kickers Offenbach (1° Süd), Sportfreunde Siegen (2° Süd)
- 2006: Rot-Weiss Essen (1° Nord), FC Carl Zeiss Jena (2° Nord), Augusta (1° Süd), TuS Koblenz (2° Süd)
- 2007: FC St. Pauli (1° Nord), Osnabrück (2° Nord), SV Wehen (1° Süd), TSG Hoffenheim (2° Süd)
- 2008: Rot Weiss Ahlen (1° Nord), Rot-Weiß Oberhausen (2° Nord), FSV Frankfurt (1° Süd), FC Ingolstadt 04 (2° Süd)

#### Record
- maggior numero di punti in una stagione: 76 (Augusta 2005/06 in 34 Spielen e Rot-Weiss Essen 2005/06 in 36 Spielen)
- minor numero di punti in una stagione: 10 (1. FC Eschborn 2005/06 (una vittoria) e 1. FC Kaiserslautern II 2006/07 (nessuna vittoria) entrambe in 34 gare)
- maggior numero di gol segnati in una stagione: 77 (Rot-Weiss Essen 2003/04 in 34 gare)
- minor numero di gol segnati in una stagione: 15 (1. FC Eschborn 2005/06 in 34 gare)
- minor numero di gol subiti in una stagione: 22 (SV Wacker Burghausen 2001/02 in 34 gare)
- maggior numero di gol subiti in una stagione: 84 (1. FC Eschborn 2005/06 in 34 gare)
- miglior differenza reti: +51 (Rot-Weiss Essen 2003/04 in 34 gare)
- peggior differenza reti: -69 (1. FC Eschborn 2005/06 in 34 gare)
- record di spettatori: 38 500 (Fortuna Düsseldorf contro Union Berlino il 10 settembre 2004)

## Dal 2008 a oggi - quarto campionato nazionale

### 2008-2012 – Regionalliga a tre gironi

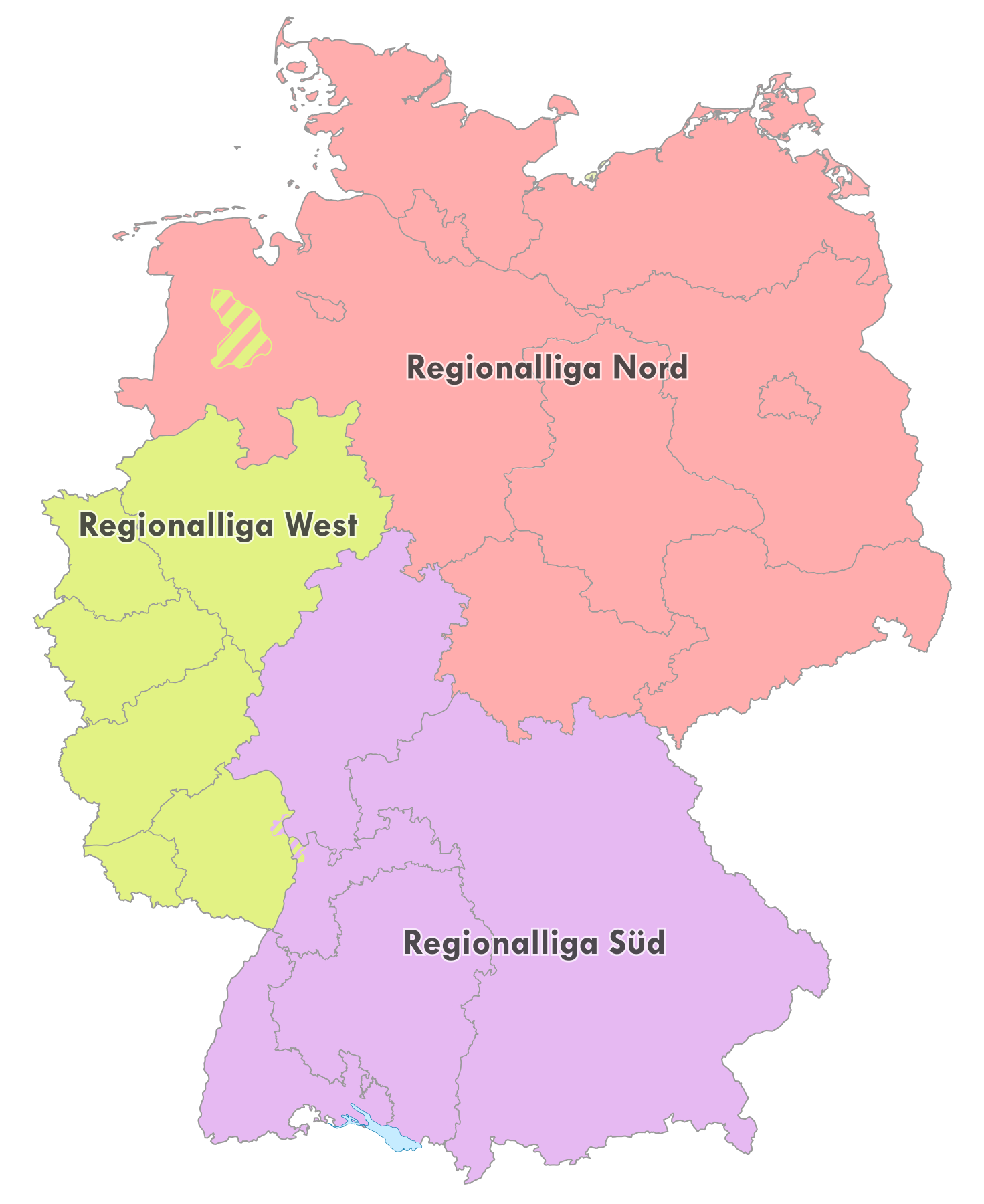
Gironi di Regionalliga 2008-12

Dalla stagione 2008/09, tra la Zweite Bundesliga e la Regionalliga fu inserita la 3. Liga, composta per la metà dai club della Regionalliga: da quel momento ci furono dunque tre Regionalligen (quarta serie) e dieci Oberligen (quinta serie).
La ripartizione delle 54 squadre nei tre gironi West, Nord e Süd della Regionalliga avviene ogni anno su base geografica e logistica; inoltre si cerca di ripartire in modo equilibrato anche le seconde squadre dei club che hanno già una prima squadra con licenza per la Bundesliga.
Un'assemblea straordinaria della DFB l'8 settembre 2006 aprì la strada alla riforma: la stagione 2007/08 fu individuata come quella i cui risultati avrebbero determinato l'inquadramento nelle nuove categorie. Per la nuova Regionalliga si qualificarono alla fine della stagione 2007/08 le seguenti squadre:
- le 17 squadre dei due vecchi gironi Nord e Süd della Regionalliga che non erano riuscite ad essere promosse nella nuova Dritte Bundesliga: nove squadre dalla Regionalliga Nord e otto dalla Regionalliga Süd;
- le 5 squadre meglio piazzate nella Oberliga Nord, la vincente di uno spareggio tra la sesta della Oberliga Nord e le vincitrice delle Verbandsligen gestite dal Norddeutscher Fußballverband;
- rispettivamente le 3 squadre meglio piazzate delle due Oberligen del Nordest, nonché la vincitrice dello spareggio tra le due quarte di queste leghe;
- rispettivamente le 4 migliori squadre delle Oberligen Hessen, Nordrhein, Westfalen, Baden-Württemberg, Südwest e Bayern;
- nel caso in cui una squadra della Regionalliga non riuscisse ad ottenere la licenza, viene ripescata una squadra dall'Oberliga del comitato territoriale con il maggior numero di squadre senior (attualmente prima è la Baviera, secondo il Baden-Württemberg).

Tutte le squadre che guadagnano l'ammissione sul campo, devono anche soddisfare i requisiti economici e tecnico-organizzativi imposti dalla Regionalliga. Se una squadra non dovesse ottenere l'ammissione, al suo posto viene ammesso il club meglio piazzato nel rispettivo girone dell'Oberliga di provenienza. Tra i requisiti economici e tecnico-organizzativi rientra anche l'obbligo di avere uno stadio con una capienza minima di 5 000 posti. Per poter allenare in Regionalliga è necessario il patentino "A". Anche tutte le squadre che devono partecipare al girone di spareggio al Nord devono disporre della licenza per la Regionalliga.

#### I campioni
| Anno    | Nord             | West                 | Süd                 |
| ------- | ---------------- | -------------------- | ------------------- |
| 2008/09 | Holstein Kiel    | Borussia Dortmund II | 1. FC Heidenheim    |
| 2009/10 | SV Babelsberg 03 | 1. FC Saarbrücken    | VfR Aalen           |
| 2010/11 | Chemnitzer FC    | Preußen Münster      | SV Darmstadt 98     |
| 2011/12 | Hallescher FC    | Borussia Dortmund II | Stuttgarter Kickers |

#### Promozioni in Dritte Liga
Le vincitrici dei tre gironi salgono in 3. Liga. Dalla stagione 2008/09 retrocedono rispettivamente tre squadre dalla Regionalliga West e dalla Regionalliga Süd e quattro dalla Regionalliga Nord. Le squadre retrocesse vengono rimpiazzate rispettivamente da due compagini afferenti ai comitati territoriali del Nord (Schleswig-Holstein-Liga, Oberliga Hamburg, Bremen-Liga, Niedersachsenliga), Nordest (Oberliga Nordost) e Ovest (NRW-Liga), una dal comitato sudoccidentale (Oberliga Südwest) e tre dai campionati organizzati dai comitati meridionali (Bayernliga, Hessenliga, Oberliga Baden-Württemberg).
- 2009: Holstein Kiel (1° Nord), Borussia Dortmund II (1° West), 1. FC Heidenheim (1° Süd)
- 2010: SV Babelsberg 03 (1° Nord), 1. FC Saarbrücken (1° West), VfR Aalen (1° Süd)
- 2011: Chemnitzer FC (1° Nord), Preußen Münster (1° West), SV Darmstadt 98 (1° Süd)
- 2012: Hallescher FC (1° Nord), Borussia Dortmund II (1° West), Stuttgarter Kickers (1° Süd)

#### Record
- maggior numero di punti in una stagione: 82 (Chemnitzer FC 2010/11 in 34 gare)
- minor numero di punti in una stagione: 2 (Türkiyemspor Berlin 2010/11 in 34 gare e dopo una penalizzazione di 3 punti per irregolarità amministrative)
- maggior numero di gol segnati in una stagione: 86 (Borussia Dortmund II 2008/09 in 34 gare)
- minor numero di gol segnati in una stagione: 12 (Türkiyemspor Berlin 2010/11 in 34 gare)
- minor numero di gol subiti in una stagione: 15 (Hallescher FC 2011/12 in 34 gare)
- maggior numero di gol subiti in una stagione: 96 (Türkiyemspor Berlin 2010/11 in 34 gare)
- miglior differenza reti: +59 (Chemnitzer FC 2010/11 in 34 gare)
- peggior differenza reti: -84 (Türkiyemspor Berlin 2010/11 in 34 gare)
- miglior capocannoniere: 32, Thorsten Bauer (KSV Hessen Kassel 2008/09 in 34 gare)
- record di spettatori: 18 500 (Preußen Münster contro Borussia Mönchengladbach II il 6 maggio 2011)

### Dal 2012 – Cinque Regionalligen

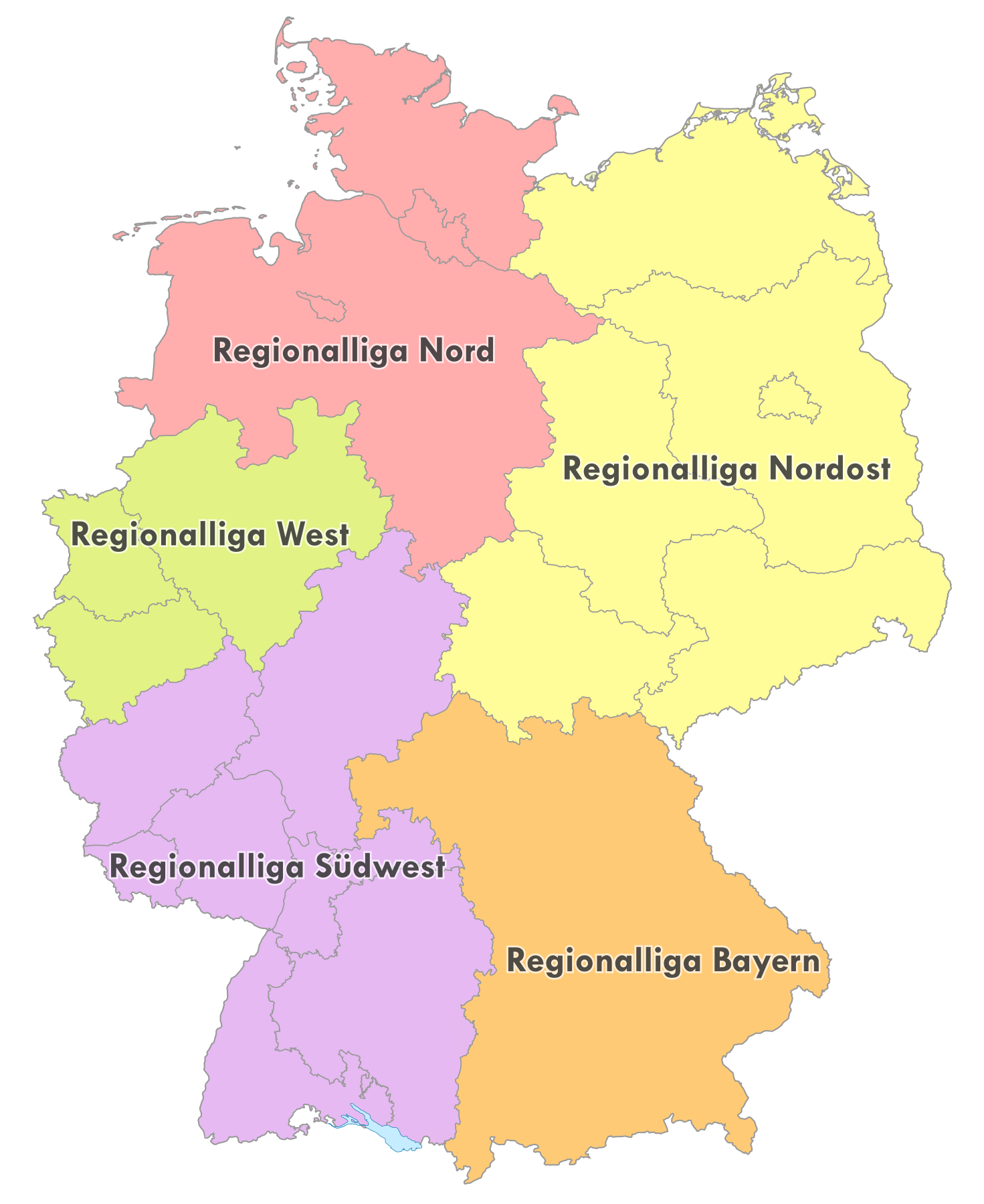
Gironi di Regionalliga dal 2012/13

Dalla stagione 2012/13 la competenza sulla Regionalliga passa dalla DFB a cinque associazioni di lega, i comitati regionali e quello bavarese. A partire dalla stagione 2012/13 quindi non c'è più una Regionalliga a tre gironi, ma cinque Regionalligen di pari livello ed a girone unico. L'assegnazione delle squadre viene fatta come segue:
- Regionalliga Nord: squadre del Norddeutscher Fußball-Verband;
- Regionalliga Nordost: squadre del Nordostdeutscher Fußballverband;
- Regionalliga West: squadre del Westdeutscher Fußball-und Leichtathletikverband;
- Regionalliga Südwest: squadre del Fußball-Regional-Verband Südwest e del Süddeutscher Fußball-Verband, ad esclusione della federazione bavarese;
- Regionalliga Bayern: squadre del Bayerischer Fußball-Verband (sono state ammesse anche l'FV Illertissen ed il Viktoria Aschaffenburg, che in precedenza non hanno mai giocato in campionati del BFV).

Inoltre, all'interno di ogni singola lega possono giocare al massimo sette seconde squadre dei club della lega professionistica, mentre non sono ammesse seconde squadre di club che giocano nella Dritte Liga.
Sino alla stagione 2017/2018 le promozioni previste erano tre, a seguito degli spareggi tra le vincitrici dei rispettivi gironi e la seconda classificata del girone Südwest (riuscirono ad ottenere la promozione giungendo seconde l'Elversberg e il Magonza II). Dal 2018/2019, dopo un tentativo fallito di ridurre a 4 gironi, vengono assegnate 4 promozioni in 3. Liga.
Nel 2019/2020, a seguito della pandemia di Covid-19, i tornei vennero interrotti: nel girone occidentale il Rodinghausen, dichiarato vincitore, non richiese una licenza per la 3. Liga e il suo posto nello spareggio promozione venno preso dal Verl che riuscì a ottenere il salto di categoria. Dal 2020/2021 le vincitrici dei gironi West e Südwest sono promosse ogni anno mentre a rotazione le squadre campioni dei gironi Nord, Nordost e Bayern si scambiano l'ultima promozione diretta e il posto nello spareggio per l'ultima promozione disponibile.

#### I campioni
| Anno    | Nord              | Nordost                | West                   | Südwest           | Bayern           |
| ------- | ----------------- | ---------------------- | ---------------------- | ----------------- | ---------------- |
| 2012/13 | Holstein Kiel     | RasenBallsport Leipzig | Sportfreunde Lotte     | Hessen Kassel     | Monaco 1860 II   |
| 2013/14 | Wolfsburg II      | Neustrelitz            | Fortuna Colonia        | Sonnenhof G.      | Bayern Monaco II |
| 2014/15 | Werder Bremen II  | Magdeburgo             | Borussia M'gladbach II | Kickers Offenbach | Kickers Würzburg |
| 2015/16 | Wolfsburg II      | Zwickau                | Sportfreunde Lotte     | Waldhof Mannheim  | Jahn Regensburg  |
| 2016/17 | Meppen            | Carl Zeiss Jena        | Viktoria Köln          | Elversberg        | Unterhaching     |
| 2017/18 | Weiche Flensburgo | Energie Cottbus        | Uerdingen 05           | Saarbrücken       | Monaco 1860 II   |
| 2018/19 | Wolfsburg II      | Chemnitz               | Viktoria Köln          | Waldhof Mannheim  | Bayern Monaco II |
| 2019/20 | Lubecca           | Lokomotive Lipsia      | Rödinghausen           | Saarbrücken       | Türkgücü         |
| 2020/21 | Havelse           | Viktoria Berlino       | Borussia Dortmund II   | Friburgo II       | Schweinfurt 05   |
| 2021/22 | Oldenburg         | BFC Dynamo             | Rot-Weiss Essen        | Elversberg        | Bayreuth         |
| 2022/23 | Lubecca           | Energie Cottbus        | Preußen Münster        | Ulma              | Unterhaching     |
| 2023/24 | Hannover 96 II    | Energie Cottbus        | Alemannia Aquisgrana   | Stoccarda II      | Kickers Würzburg |
| 2024/25 | Havelse           | Lokomotive Lipsia      | Duisburg               | Hoffenheim II     | Schweinfurt 05   |

In grassetto le squadre promosse.

## Squadre 2025-2026

### Regionalliga Nord
- Altona 93
- Amburgo II
- Bremer SV
- BW Lohne
- Drochtersen-Assel
- Eintracht Norderstedt
- Hannover 96 II
- Hannoverscher SC
- Jeddeloh
- Kickers Emden
- Lubecca
- Meppen
- Phönix Lubecca
- Schöningen
- St. Pauli II
- Oldenburg
- Weiche Flensburgo
- Werder Brema II

### Regionalliga Nordost
- Altglienicke
- Babelsberg
- BFC Dynamo
- BFC Preußen
- Carl Zeiss Jena
- Chemie Lipsia
- Chemnitz
- Eilenburg
- Greifswalder FC
- Hallescher
- Hertha Berlino II
- Hertha Zehlendorf
- Lokomotive Lipsia
- Luckenwalde
- Magdeburgo II
- Meuselwitz
- Rot-Weiß Erfurt
- Zwickau

### Regionalliga West
- Bocholt
- Bochum II
- Bonner SC
- Borussia Dortmund II
- Borussia M'gladbach II
- Colonia II
- Fortuna Colonia
- F. Düsseldorf II
- Gütersloh
- Paderborn II
- Rödinghausen
- RW Oberhausen
- Schalke 04 II
- Siegen
- Sportfreunde Lotte
- Velbert
- Wiedenbrück
- Wuppertal

### Regionalliga Südwest
- Astoria Walldorf
- Bahlinger SC
- Bayern Alzenau
- Barockstadt Fulda-Lehnerz
- Eintracht Treviri
- Freiberg
- Friburgo II
- FSV Francoforte
- Hessen Kassel
- Homburg
- Kickers Offenbach
- Sandhausen
- Schott Magonza
- Sonnenhof G.
- Kickers Stoccarda
- Magonza II
- TSG Balingen
- TSV Steinbach Haiger

### Regionalliga Bayern
- Ansbach
- Aubstadt
- Augusta II
- Bayern Monaco II
- Bayreuth
- Buchbach
- DJK Vilzing
- Eichstätt
- Greuther Fürth II
- Hankofen-Hailing
- Illertissen
- Kickers Würzburg
- Memmingen
- Norimberga II
- Schwaben Augusta
- Unterhaching
- Vikt. Aschaffenburg
- Wacker Burghausen